# SF Bio

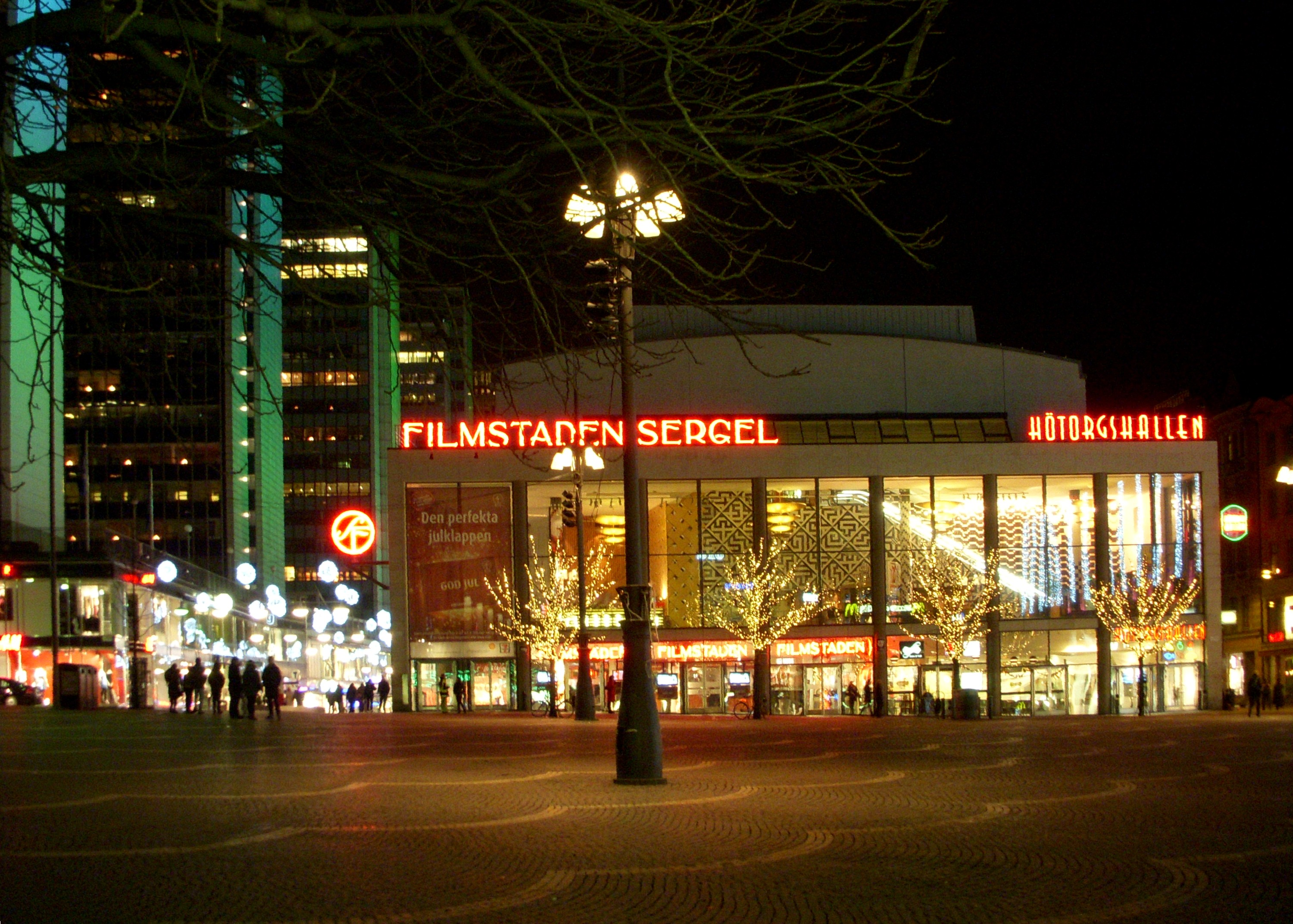
Le Filmstaden Sergel, à Stockholm.

SF Bio AB est la plus importante chaîne de salles de cinéma en Suède. Elle est fondée en 1998 lorsque Svensk Filmindustri, société publique suédoise de production et de distribution cinématographique, est scindée en deux entités, SF pour la production cinématographique, et SF Bio pour l'exploitation de salles de cinéma. La société appartient au groupe Bonnier AB et exploitait, au 1er janvier 2011, un total de 34 cinémas et 244 salles.

## Liste de salles de cinéma SF Bio
Parmi les salles les plus importantes du groupe SF Bio, on compte notamment :
- Filmstaden Söder, à Stockholm
- Filmstaden Sergel, à Stockholm
- Filmstaden Kista, à Stockholm
- Filmstaden Heron City, à Huddinge
- Filmstaden Råsunda, à Solna
- Grand Lidingö, à Lidingö
- Saga, à Stockholm
- Rigoletto, à Stockholm
- Park, à Stockholm
- Skandia, à Stockholm
- Filmstaden Camera, à Täby
- Filmstaden Stortorget, à Gävle
- Biopalatset, à Göteborg
- Filmstaden Bergakungen, à Göteborg